# Bumetopia borneensis
Bumetopia borneensis là một loài bọ cánh cứng trong họ Cerambycidae.